# Polaincourt-et-Clairefontaine
Polaincourt-et-Clairefontaine est une commune française située dans le département de la Haute-Saône, la région culturelle et historique de Franche-Comté et la région administrative Bourgogne-Franche-Comté.

## Géographie

### Climat
Pour des articles plus généraux, voir Climat de la Bourgogne-Franche-Comté et Climat de la Haute-Saône.
En 2010, le climat de la commune est de type climat des marges montargnardes, selon une étude du Centre national de la recherche scientifique s'appuyant sur une série de données couvrant la période 1971-2000. En 2020, Météo-France publie une typologie des climats de la France métropolitaine dans laquelle la commune est dans une zone de transition entre le climat océanique altéré et le climat océanique altéré et est dans la région climatique  Lorraine, plateau de Langres, Morvan, caractérisée par un hiver rude (1,5 °C), des vents modérés et des brouillards fréquents en automne et hiver. 
Pour la période 1971-2000, la température annuelle moyenne est de 10 °C, avec une amplitude thermique annuelle de 17,2 °C. Le cumul annuel moyen de précipitations est de 995 mm, avec 13 jours de précipitations en janvier et 9,6 jours en juillet. Pour la période 1991-2020, la température moyenne annuelle observée sur la station météorologique de Météo-France la plus proche, « Venisey », sur la commune de Venisey à 8 km à vol d'oiseau, est de 11,0 °C et le cumul annuel moyen de précipitations est de 850,7 mm. 
La température maximale relevée sur cette station est de 39,7 °C, atteinte le 25 juillet 2019 ; la température minimale est de −17,4 °C, atteinte le 30 décembre 2005,,. 
Les paramètres climatiques de la commune ont été estimés pour le milieu du siècle (2041-2070) selon différents scénarios d'émission de gaz à effet de serre à partir des nouvelles projections climatiques de référence DRIAS-2020. Ils sont consultables sur un site dédié publié par Météo-France en novembre 2022.

## Urbanisme

### Typologie
Au 1er janvier 2024, Polaincourt-et-Clairefontaine est catégorisée commune rurale à habitat dispersé, selon la nouvelle grille communale de densité à sept niveaux définie par l'Insee en 2022.
Elle est située hors unité urbaine et hors attraction des villes,.

### Occupation des sols
L'occupation des sols de la commune, telle qu'elle ressort de la base de données européenne d’occupation biophysique des sols Corine Land Cover (CLC), est marquée par l'importance des territoires agricoles (56,9 % en 2018), en diminution par rapport à 1990 (57,7 %). La répartition détaillée en 2018 est la suivante : 
forêts (40,4 %), terres arables (29,7 %), prairies (19 %), zones agricoles hétérogènes (8,2 %), zones urbanisées (2,7 %). L'évolution de l’occupation des sols de la commune et de ses infrastructures peut être observée sur les différentes représentations cartographiques du territoire : la carte de Cassini (XVIIIe siècle), la carte d'état-major (1820-1866) et les cartes ou photos aériennes de l'IGN pour la période actuelle (1950 à aujourd'hui).

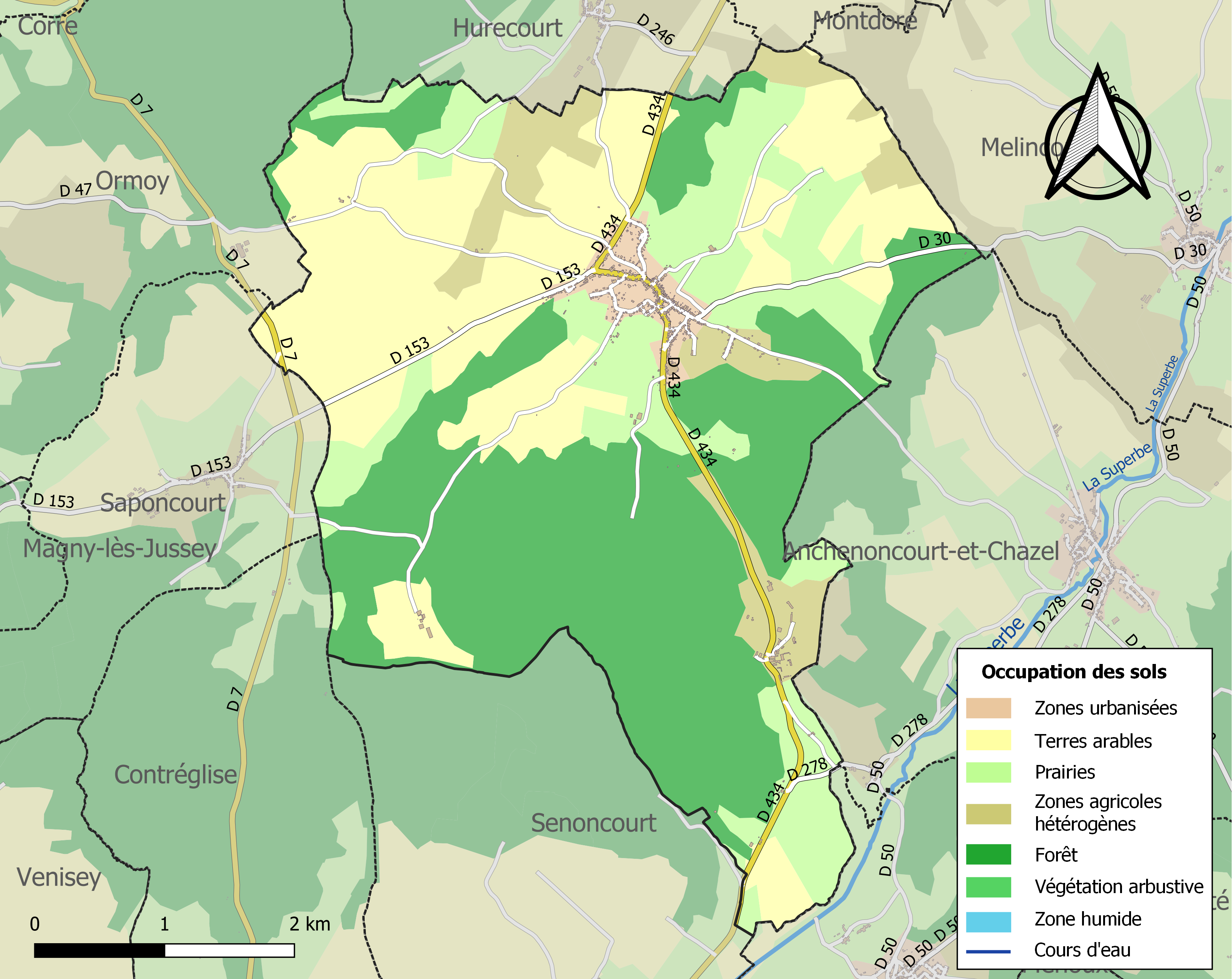
Carte des infrastructures et de l'occupation des sols de la commune en 2018 (CLC).

## Histoire
Un monastère cistercien, l'abbaye de Clairefontaine, y fut fondé en 1131. Il fut pillé en 1361 par les Grandes Compagnies, qui assassinèrent ensuite les moines. À nouveau incendié en 1569 et pillé en 1595, ce monastère finit par être brûlé en 1636 lors de la guerre de Dix ans.
Les bâtiments furent reconstruits, et accueillirent entre 1804 et 1932 une célèbre faïencerie. Ils sont aujourd'hui devenus un hôpital spécialisé.
L'église gothique de Polaincourt fut plusieurs fois reconstruite. Sa partie la plus ancienne est la nef, datée du XVIe siècle. Le transept et le sanctuaire ont quant à eux été ajouté au XIXe.

## Politique et administration

### Rattachements administratifs et électoraux
Polaincourt-et-Clairefontaine fait partie de l'arrondissement de Vesoul du département de la Haute-Saône, en région Bourgogne-Franche-Comté. Pour l'élection des députés, elle dépend de la première circonscription de la Haute-Saône.
La commune faisait partie depuis 1793 du canton d'Amance. Dans le cadre du redécoupage cantonal de 2014 en France, la commune fait désormais partie du canton de Port-sur-Saône.

### Intercommunalité
La commune était membre de la Communauté de communes Agir ensemble, créée en 1994.
L'article 35 de la loi n° 2010-1563 du 16 décembre 2010 « de réforme des collectivités territoriales » prévoyant d'achever et de rationaliser le dispositif intercommunal en France, et notamment d'intégrer la quasi-totalité des communes françaises dans des EPCI à fiscalité propre, dont la population soit normalement supérieure à 5 000 habitants, les communautés de communes : 
- Agir ensemble ;  
- de la Saône jolie ; 
- des six villages ; 
et les communes isolées de Bourguignon-lès-Conflans, Breurey-lès-Faverney et Vilory ont été regroupées pour former le 1er janvier 2014 la communauté de communes Terres de Saône, dont est désormais membre la commune.

### Liste des maires

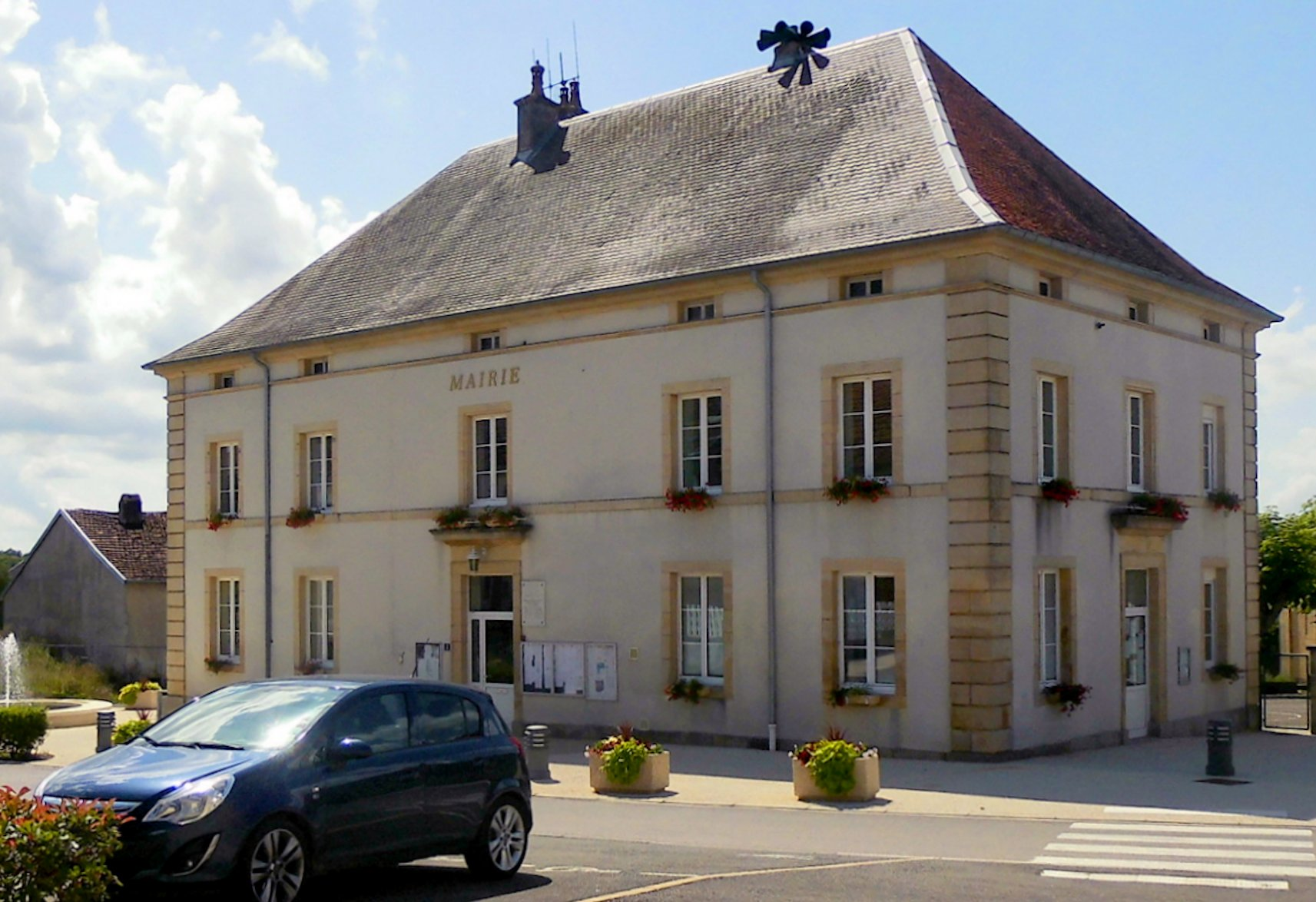
La mairie

| Période                                  | Période                   | Identité       | Étiquette | Qualité                                                                           |
| ---------------------------------------- | ------------------------- | -------------- | --------- | --------------------------------------------------------------------------------- |
| Les données manquantes sont à compléter. |                           |                |           |                                                                                   |
| avant 1988                               | 1995                      | Pierre Laporte |           |                                                                                   |
| 1995                                     | En cours (au 10 mai 2016) | Luc Simonel    | UMP-LR    | Réélu pour le mandat 2014-2020 Président de la Communauté de communes depuis 2020 |

## Démographie
L'évolution du nombre d'habitants est connue à travers les recensements de la population effectués dans la commune depuis 1793. Pour les communes de moins de 10 000 habitants, une enquête de recensement portant sur toute la population est réalisée tous les cinq ans, les populations de référence des années intermédiaires étant quant à elles estimées par interpolation ou extrapolation. Pour la commune, le premier recensement exhaustif entrant dans le cadre du nouveau dispositif a été réalisé en 2005.

En 2022, la commune comptait 600 habitants, en évolution de −18,26 % par rapport à 2016 (Haute-Saône : −1,4 %, France hors Mayotte : +2,11 %).
| 1793 | 1800 | 1806 | 1821 | 1831 | 1836  | 1841 | 1846  | 1851  |
| ---- | ---- | ---- | ---- | ---- | ----- | ---- | ----- | ----- |
| 499  | 804  | 892  | 950  | 992  | 1 004 | 990  | 1 042 | 1 124 |

| 1856 | 1861 | 1866  | 1872  | 1876 | 1881 | 1886 | 1891 | 1896 |
| ---- | ---- | ----- | ----- | ---- | ---- | ---- | ---- | ---- |
| 917  | 963  | 1 025 | 1 004 | 963  | 897  | 883  | 869  | 827  |

| 1901 | 1906 | 1911 | 1921 | 1926 | 1931 | 1936 | 1946 | 1954 |
| ---- | ---- | ---- | ---- | ---- | ---- | ---- | ---- | ---- |
| 874  | 885  | 917  | 683  | 649  | 595  | 498  | 657  | 870  |

| 1962 | 1968  | 1975  | 1982  | 1990  | 1999 | 2005 | 2006 | 2010 |
| ---- | ----- | ----- | ----- | ----- | ---- | ---- | ---- | ---- |
| 931  | 1 048 | 1 085 | 1 221 | 1 187 | 900  | 768  | 760  | 809  |

| 2015 | 2020 | 2022 | - | - | - | - | - | - |
| ---- | ---- | ---- | - | - | - | - | - | - |
| 736  | 620  | 600  | - | - | - | - | - | - |

## Économie
Les activités agricoles sont très représentées à Polaincourt-et-Clairefontaine, avec un vignoble, des élevages et cultures céréalières.

## Culture locale et patrimoine

### Lieux et monuments

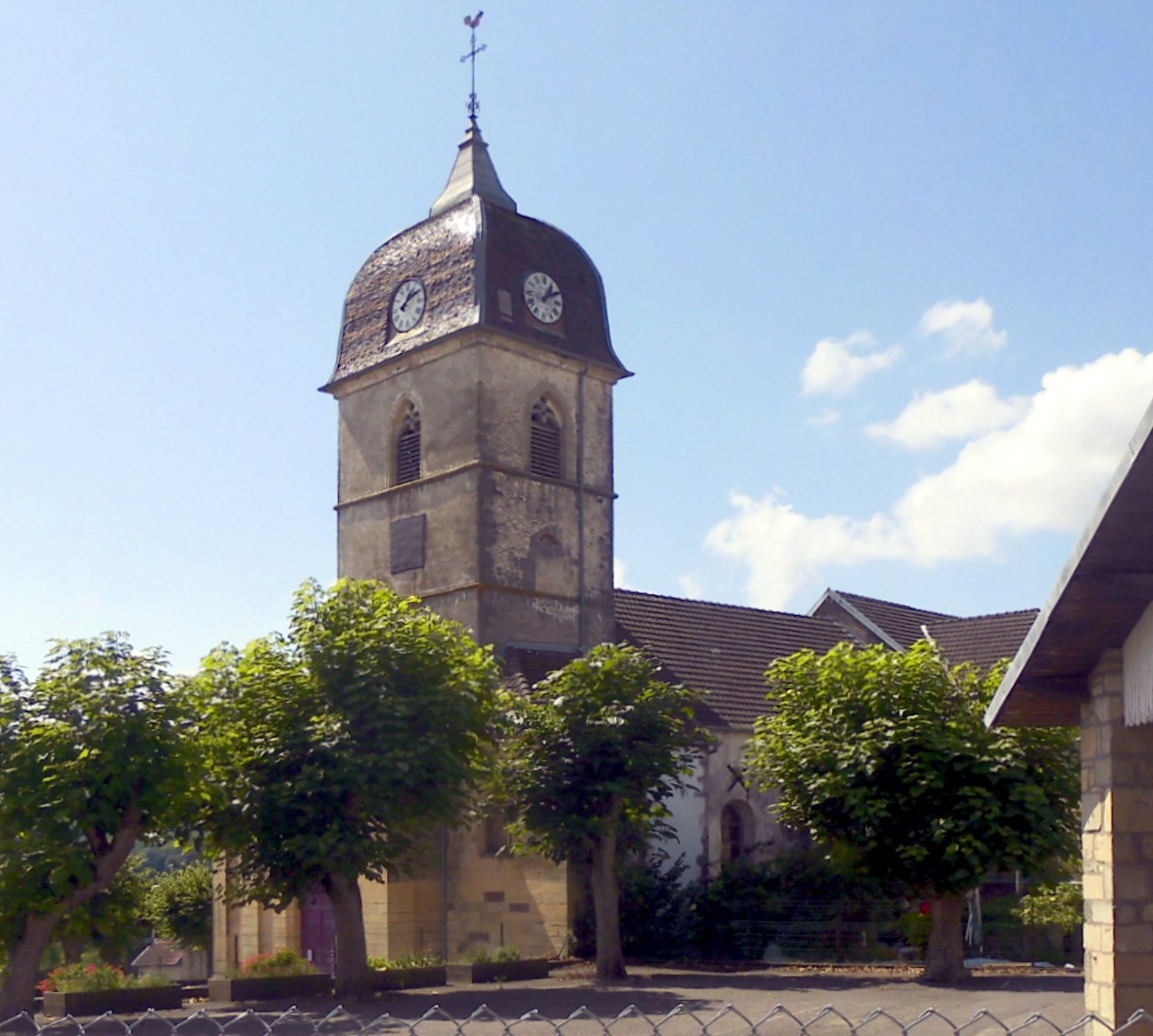
L'église Saint-Martin

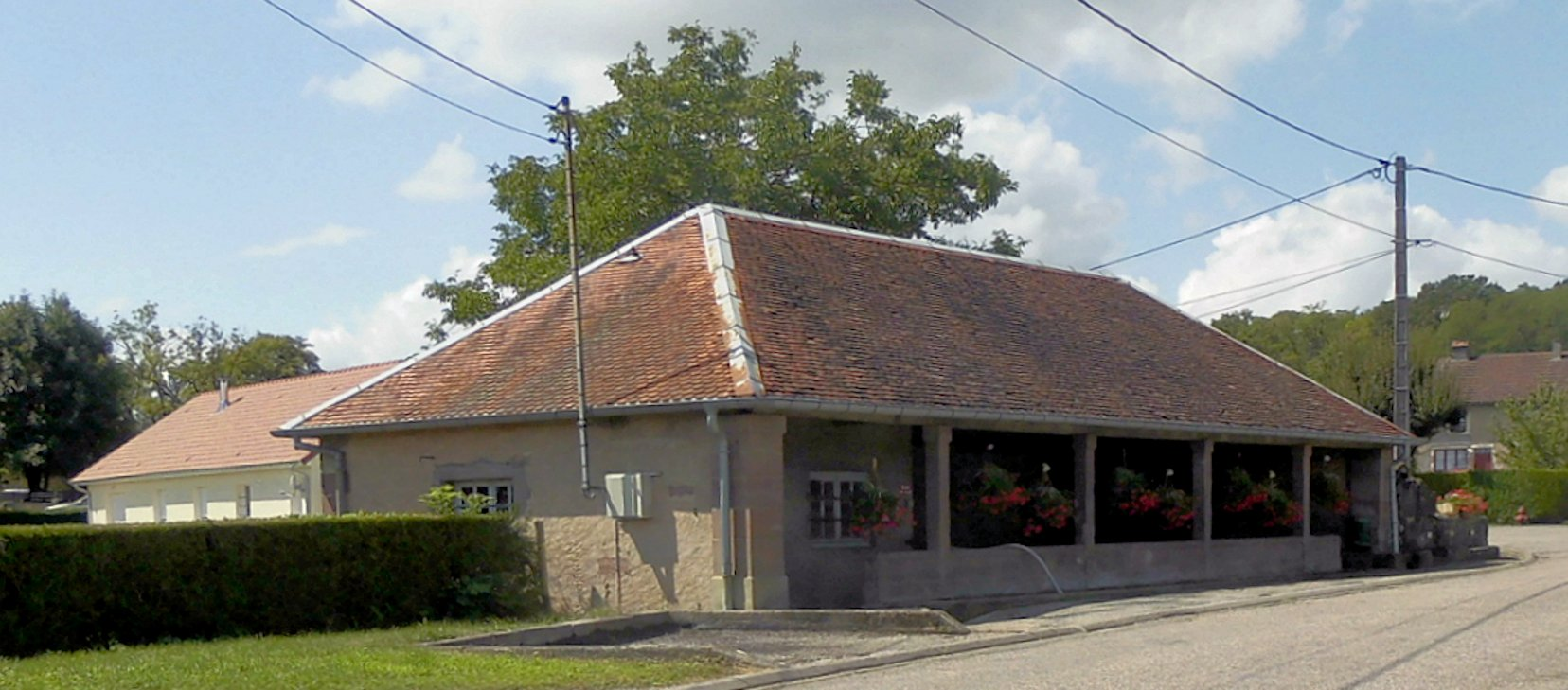
Le lavoir

- Château de Clairefontaine.
- Abbaye de Clairefontaine

### Héraldique
| Blason de Polaincourt-et-Clairefontaine | Blason  | Parti: au 1) de sinople à une abbaye d'or ajourée et maçonnée de sable, au 2) de gueules à une assiette d'argent bordée d'azur, chargée d'une grappe de raisin de pourpre tigée de tenné; le tout au chef d'azur billeté d'or, sur lequel broche un lion issant couronné du même, armé et lampassé de gueules |
| Blason de Polaincourt-et-Clairefontaine | Détails | Création J-F Binon, 2022 sur FaceBook Mairie de Polaincourt (sans mention de Clairefontaine) |